# 내가 날 부를 때
내가 나를 부를 때(我的姐姐, Sister)는 중국에서 제작된 인뤄신 감독의 2021년 드라마 영화이다. 장쯔펑 등이 주연으로 출연하였다.
이 영화는 2021년 4월 2일 중국에서 개봉되었다.
이 영화는 장쯔펑의 연기 부분에서 긍정적인 평가를 받았다.

## 출연

### 주연
- 장쯔펑
- 샤오양
- 주원원
- 양정강
- 김요원